# Židovský hřbitov v Hostomicích
Židovský hřbitov v Hostomicích je přístupný po polní cestě, odbočující nalevo od silnice na Běštín ke kraji lesa. Známý je také pod názvem židovský hřbitov Běštín, protože pod touto obcí původně vznikl. Je chráněn jako kulturní památka České republiky.
Hřbitov vznikl v roce 1837, předtím byli zemřelí pochováváni na židovském hřbitově v nedaleké Litni. Po pogromu v roce 1866 běštínská židovská obec zanikla a hřbitov převzala obec hostomická.
V místě rozšíření z počátku 20. století na dnešních téměř 2 000 m² vzniklo schodiště. Dochovalo se zde přibližně 160 náhrobků, z márnice zbyla jen část obvodového zdiva. Pohřby se zde konaly až do 2. světové války (1942), poté byl hřbitov postupně devastován. Od devadesátých let 20. století je opět udržován, čištěn od náletů, vztyčují se shozené náhrobky a obnovuje se ohradní zeď se dvěma vstupy.

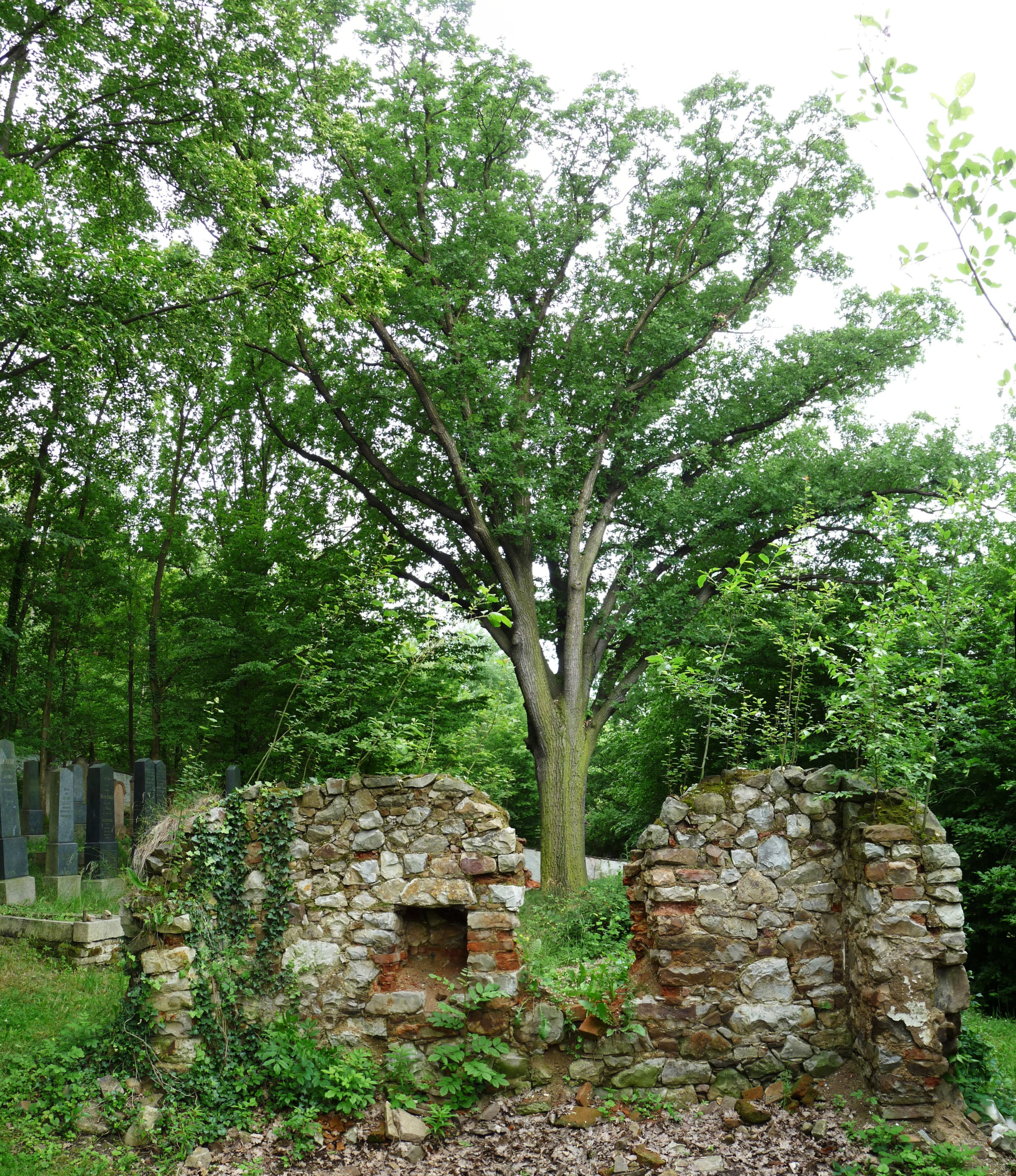
Památný dub při pohledu skrz zbytky obřadní síně

V rohu napravo od pozůstatků bývalé obřadní síně stojí památný dub.